# DMX (lys)
 For alternative betydninger, se DMX. (Se også artikler, som begynder med DMX)
DMX (Digital MultipleX) kaldes også DMX512. Det er en styringsprotokol som anvendes til at sammenkoble lys- og effekt-anlæg.
Protokollen bruges mest inden for teater- og koncertproduktioner. Her anvendes DMX-systemer til at sammenkoble udstyr såsom lyspulte/Pc med lysdæmpere, bevægelige lamper, diverse lyseffekter, røgmaskiner osv.
DMX512 protokollen er elektrisk set baseret på RS-485 standarden som er en seriel dataprotokol. Men fortolkningen af bitvædierne er ikke identisk.
Der kan overføres op til 512 8-bits værdier. Opdateringshastigheden er variabel.
Til lysdæmpere bruges der én DMX-adresse per dæmperkanal. Værdien på denne adresse oversættes så til en spænding på udgangen, så værdien 0x00 (0) giver helt slukket mens værdien 0xFF (255) giver fuldt lys. Mere avancerede lamper bruger en række DMX-kanaler til forskellige funktioner og højere opløsning af bevægelserne. Dette stiller krav til lysmikseren for at få en nem betjening.
Systemet fremføres af et enkelt kabel som normalt daisy-chaines (fra en enhed til den næste også kaldet link) mellem de enkelte enheder. På denne måde opnår man et let og smidigt kablingssystem i modsætning til tidligere tiders brug af multiplexerbokse, eller direkte fremføring af analoge signaler med et par ledere per kanal.
Som kabel kan man bruge dmx kabel, 5 og 3pin. man bruger dog mest 3Pol. kabel, man bør ikke bruge microfon kabler til DMX da ikke har høj nok modstand. Et DMX kabel er på 110 ohm 
Når 512 kanaler ikke er nok til det det skal anvendes til, benyttes flere universer/linjer der hver har sin egen udgang og kabelførelse. Ved fx at anvende 4 x 512 kanaler opnås 2048 kanaler fordelt på 4 udgange. Nogle lysstyringer understøtter endnu flere universer, typisk ved at sende DMX over Art-Net.

## Ekstern henvisning
- What is DMX? Arkiveret 18. januar 2006 hos  Wayback Machine (på engelsk)